# The Anniversary (film, 1968)
Pour les articles homonymes, voir The Anniversary.
Pour plus de détails, voir Fiche technique et Distribution.
The Anniversary est un film britannique réalisé par Roy Ward Baker, sorti en 1968 sur un scénario de Jimmy Sangster d'après une pièce de Bill MacIlwraith.

## Synopsis
Une veuve et mère abusive réunit tous les ans ses trois fils pour célébrer l'anniversaire de son mariage. C'est l'occasion pour elle de renforcer sa domination psychologique sur ces derniers.

## Fiche technique
- Titre : The Anniversary
- Titre original : The Anniversary
- Réalisation : Roy Ward Baker
- Scénario : Jimmy Sangster
- Production : Jimmy Sangster
- Société de production : Hammer Film Productions
- Musique : Philip Martel
- Montage : Peter Weatherley
- Pays d'origine : Royaume-Uni
- Genre : Comédie noire
- Durée : 95 minutes
- Date de sortie : 7 février 1968 (USA) 18 février 1968 (Royaume-Uni)

## Distribution
- Bette Davis : Mrs. Taggart
- James Cossins (en) : Henry Taggart
- Jack Hedley : Terry Taggart
- Christian Roberts : Tom Taggart
- Sheila Hancock : Karen Taggart
- Elaine Taylor : Shirley Blair (la fiancée de Tom)

## DVD / Blu-ray (France)
Le film est sorti sur le territoire français sur les deux supports DVD et Blu-ray :
- The Anniversary (Combo BD-50 blu-ray / DVD-9) sorti le 9 septembre 2019 édité et distribué par BQHL Editions. Le ratio écran est en 1.85:1 16:9 et 16:9 natif 1080p. L'audio est en Anglais 2.0 mono et Anglais DTS HD avec présence de sous-titre français. En supplément un livre de 24 pages rédigé par Marc Toullec sur les 20 dernières années de Bette Davis. Il s'agit d'une édition Zone B[1].